# Floriano Peixoto
Floriano Peixoto, född 1839, död 1895, var Brasiliens andra president mellan 1891 och 1894.